# Radio Antena Satelor
Radio Antena Satelor (Radio antenna dei villaggi) è l'unica stazione in Europa che si rivolge esclusivamente all'ambiente rurale. Con un target costituito prevalentemente da romeni delle zone rurali, Radio Antena Satelor discute dei problemi reali del villaggio romeno. La sua missione attuale e principale consiste nel preparare i residenti nei villaggi per le modifiche derivanti dall'integrazione europea.
Nonostante la sua vocazione di radio popolare ascoltata nelle campagne, essa dedica ampi spazi del proprio palinsesto al folklore, alla musica tradizionale romena, all'informazione (notiziari, interviste, rubriche) e anche alla prosa radiofonica (commedie, radiodrammi, racconti). In alcune ore della giornata ripete la programmazione di Radio România Actualităţi che è il primo canale radio in Romania sia per copertura geografica, sia per numero di ascoltatori.

## Località di trasmissione e frequenze operative

### AM
- Herastrau - 603 kHz, potenza di uscita del trasmettitore (TPO) 400 kW
- Timișoara - 1314 kHz, potenza di uscita del trasmettitore (TPO) 30 kW
- Urziceni  - 531 kHz, potenza di uscita del trasmettitore (TPO) 14 kW
- Valu L.T. - 1314 kHz, potenza di uscita del trasmettitore (TPO) 50 kW
- Voinesti  - 630 kHz, potenza di uscita del trasmettitore (TPO) 400 kW
- Bod - 153 kHz (copre ampie parti della Romania e la regione est dell'Ungheria), potenza di uscita del trasmettitore (TPO) 200 kW

### FM
- Comănești - 89,0 MHz
- Zalău - 106,9 MHz
- Sulina - 103,2 MHz

### DAB
Canale 12A, frequenza 223,936 MHz, polarizzazione verticale potenza di uscita del trasmettitore: 250 W (copertura: Bucarest e dintorni)

### Telefono
031 - 504.04.84
A differenza delle altre emittenti ripetitrici su onde medie, la stazione di Bod opera sulle onde lunghe permettendo una ricezione praticamente stabile in quasi tutte le ore della giornata. In condizioni locali favorevoli (assenza di elettrosmog e con uso di adeguata antenna ricevente esterna) essa è ascoltabile anche nelle ore di luce in buona parte dell'Europa, Italia compresa, grazie alle caratteristiche di propagazione per onda di terra di questa gamma di frequenza.
La stazione di Bod a 153 khz se inserita in un contesto geografico di Europa, Africa e Medio Oriente, è la stazione che opera sul più basso canale allocato alle stazioni di radiodiffusione circolare assieme a un trasmettitore dell'Algeria e uno della Norvegia.